# حدیثه (شهر)
حدیثه شهری دراستان انبار عراق می‌باشد. این شهر به خاطر حادثه کشتار حدیثه، در سال ۲۰۰۵ و به دنبال رسانه‌ای شدن آن به سر زبان‌ها افتاد.
جمعیت این شهر حدود ۱۰۰ هزار نفر است مردم این شهر از اهل سنت هستند.

## کشتار حدیثه
تفنگداران آمریکایی تحت امر گروهبان فرانک ووتریک در سال ۲۰۰۵ پس از آنکه در حملهٔ شبه‌نظامیان ۲۰ کشته دادند، به غیرنظامیان در شهر حدیثه در عراق حمله کردند و ۲۴ تن از آنان را کشتند.

## نگارخانه

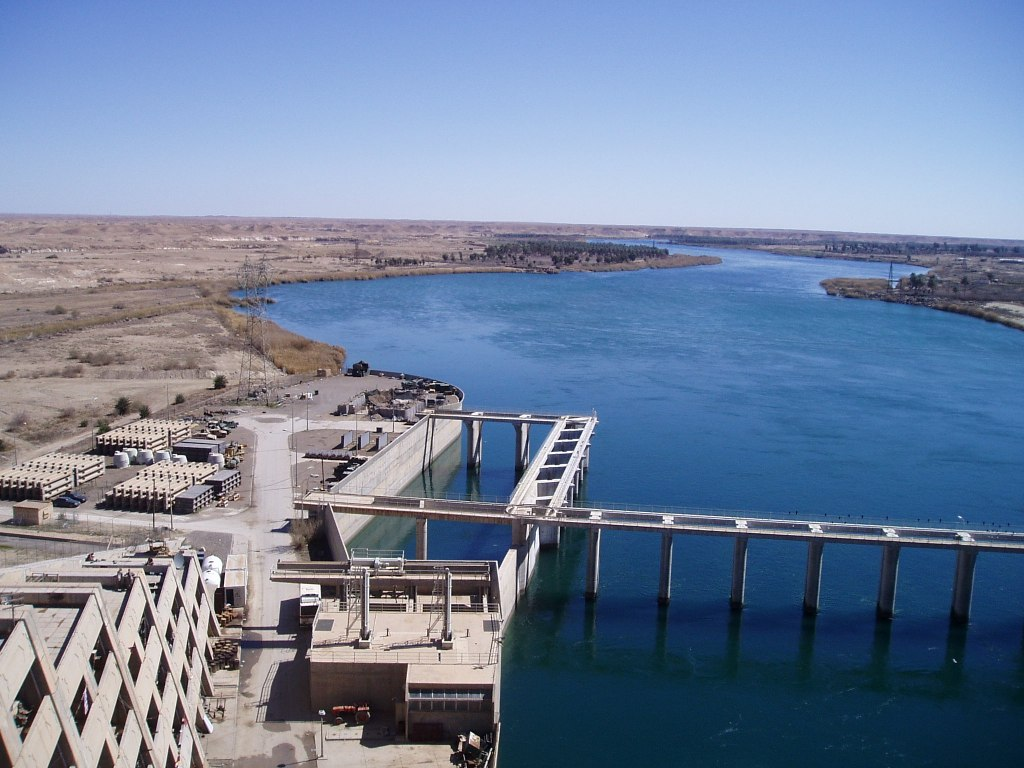
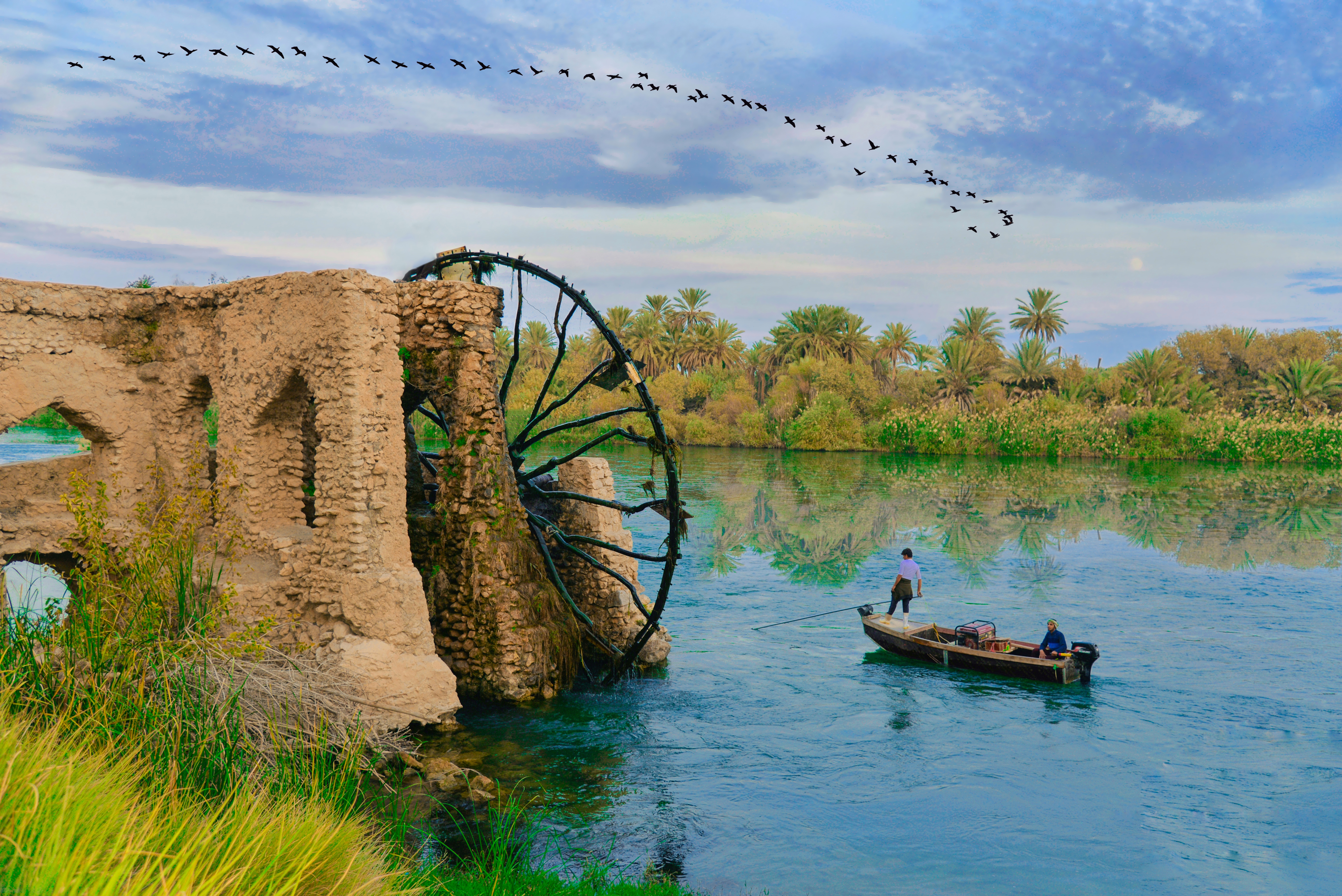
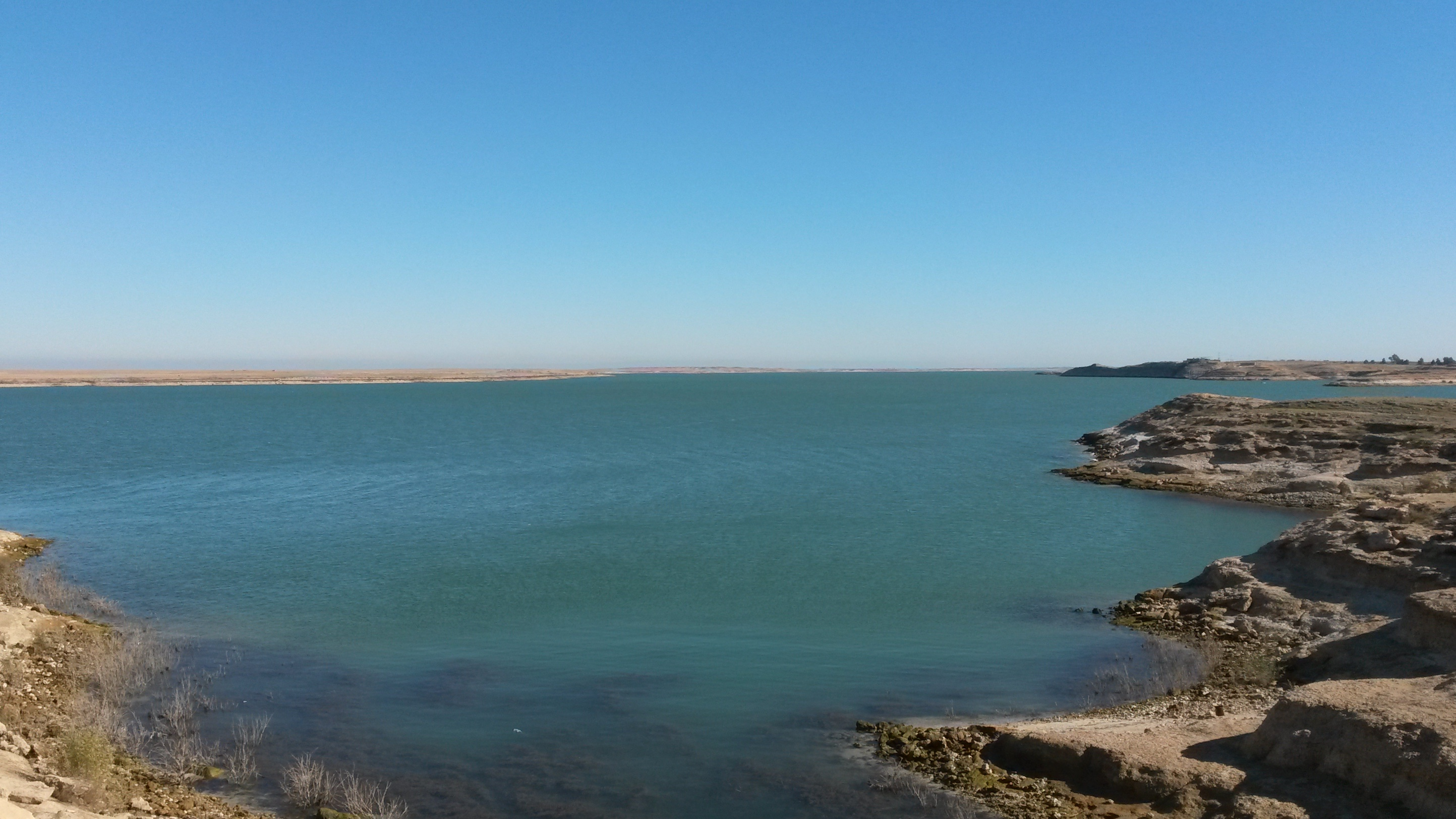
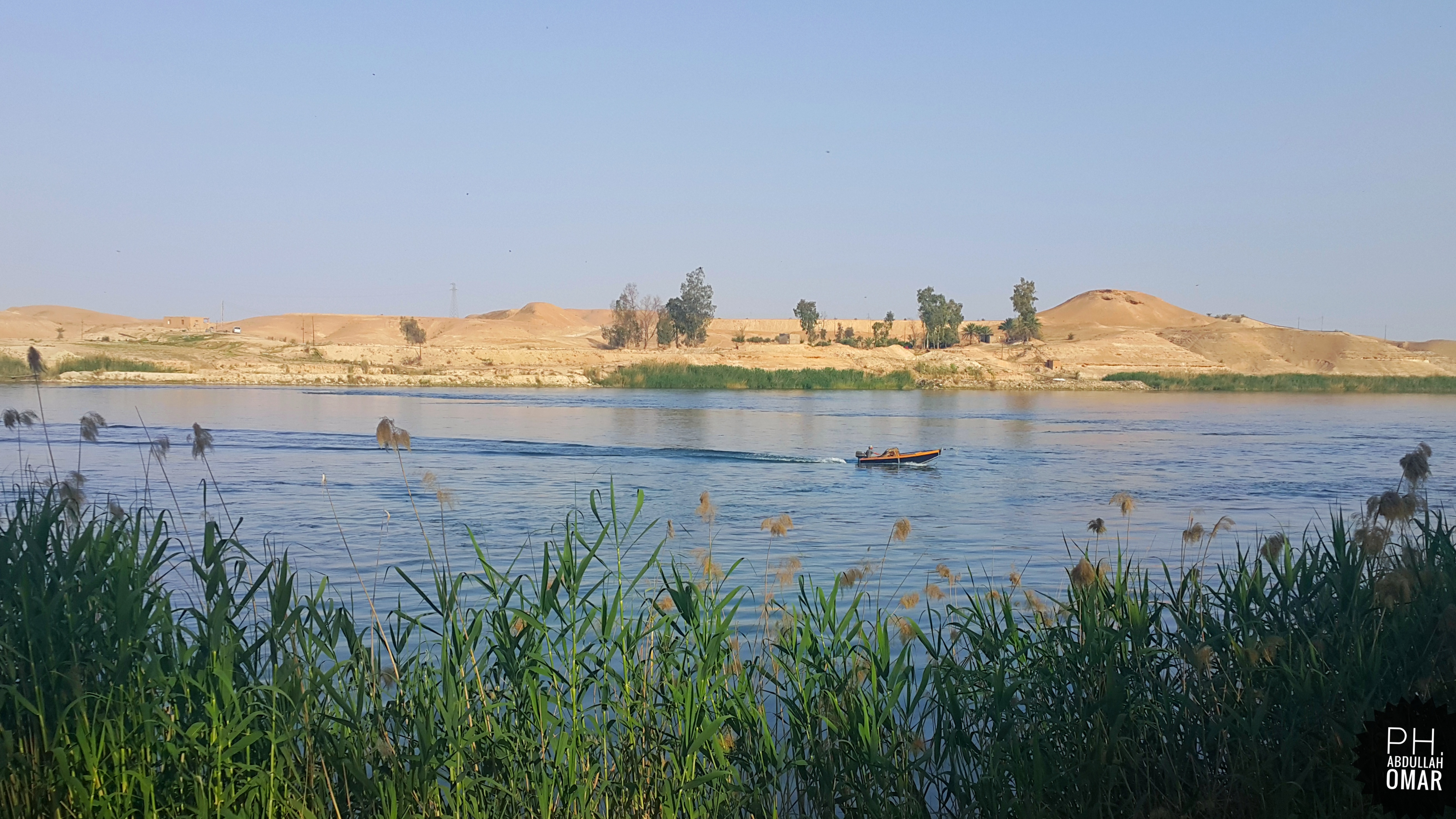
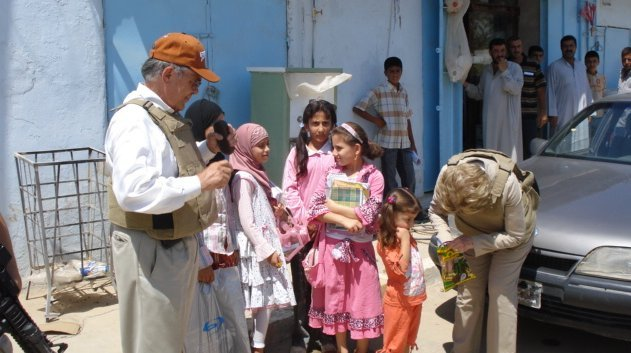
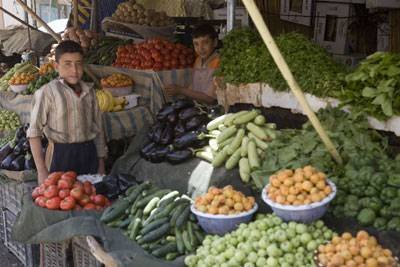